# Culoarea rodiei
Culoarea rodiei (în armeană Նռան գույնը, transliterat: Nřan guynə, în georgiană ბროწეულის ფერი, în rusă Цвет граната, transliterat: Țvet granata) este un film din 1969 regizat de Serghei Paradjanov.

## Distribuție
- Vilen Galstian — Saiat Nova, poetul la mănăstire[1]
- Sofiko Ciaureli — poetul în tinerețe / iubita poetului / muza poetului / mim / înger / călugărița nebună[1]
- Melkon Aleksanian — poetul în copilărie (menționat Melkon Alekian)[1]
- Gheorghi Gheghecikori — poetul la bătrânețe[1]
- Hovhannes Minasian — prințul (menționat Oganes Minasian)[1]
- Spartak Bagașvili — tatăl poetului[1]
- Medea Japaridze — mama poetului (menționată Medeia Djaparidze)[1]
- G. Mațukatov[1]
- Medeia Bibileișvili[1]
- Grigori Markarian — călugărul cu cărți[1]
- L. Karamian[1]
- Guranda Gabuniia[1]
- Bella Mirianașvili[1]
- I. Babaian[1]
- B. Tatișvili[1]
- J. Garibian[1]
- T. Dvali[1]
- E. Papahciian[1]
- Iuri Merdenov — interpretul reprezentației ecvestre[1]
- Iuri Amirian
- Aleksandr Djanșiev — preot (nemenționat)[1]
- Minas Avetisian — pictor (nemenționat)[1]
- Martiros Sarian — pictor (nemenționat)[1]

## Lansare
A fost lansat în anul 1971 și a avut parte de un succes comercial modest, fiind vizionat de 1,1 milioane de spectatori în cinematografele din Uniunea Sovietică.